# Bisbat de Gibraltar
El bisbat de Gibraltar (anglès: Diocese of Gibraltar; llatí: Dioecesis Gibraltariensis) és una seu de l'Església catòlica al Regne Unit,  immediatament subjecta a la Santa Seu.
Al 2019 tenia 25.000 batejats d'un total de 33.000 habitants. Actualment està regida pel bisbe Carmelo Zammit.

## Territori
La diòcesi comprèn el territori de Gibraltar, al sud de la península Ibèrica.
La seu episcopal és la catedral de Nostra Senyora Coronada
El territori s'estén sobre els 6 km² del territori. i està dividit en 5 parròquies

## Història
Després de la conquesta castellana de 1468, Gibraltar formà part de la diòcesi de Cadis i Algesires. Romangué així fins a la conquesta dels Habsburg de 1704 (d'acord als termes explícits de rendició permesos per la litúrgia catòlica), tot i que llavors la població catòlica a Gibraltar era molt minsa. El tractat d'Utrecht de 1713 no modificà l'estatus de la fe catòlica al territori. Juan Romero de Figueroa, el prevere castellà a càrrec de la parròquia de Santa Maria Coronada (qui romangué a la ciutat quan la majoria de la població l'abandonà el 1704) va ser el primer vicari general de la ciutat, nomenat pel bisbe de Cadis. No obstant, a mida que el temps passà, les autoritats britàniques evitaren que el bisbe de Cadis pogués escollir els preveres per a la ciutat, elegint-los directament ells, i el bisbe havia d'aprovar-los amb posterioritat. Al bisbe tampoc se li permetia fer la seva visita ad limina a la ciutat el 1720.
El vicariat apostòlic de Gibraltar va ser erigit el 1816, traspassant la relació de Cadis a Roma. John Baptist Nosardy Zino va ser el primer vicari apostòlic de Gibraltar, nomenat el 25 de gener de 1816. El pare Nosardy romangué com a vicari fins al 1839, quan dimití. El 15 de març de 1839, mitjançant el breu apostòlic Universi Dominici Gregis del papa Gregori XVI el vicari apostòlic, fins llavors un prevere, se li atribuí dignitat episcopal, passant a ser un bisbe titular.
El 19 de novembre de 1910 el vicariat apostòlic va ser elevat a diòcesi en virtut del breu apostòlic Quae ad spirituale del papa Pius X. Henry Gregory Thompson va ser el primer bisbe.
El 31 de maig de 1979, mitjançant la carta apostòlica Si quis, el papa Joan Pau II confirmà la Mare de Déu, venerada amb el títol de Nostra Senyora d'Europa, com a patrona principal de la diòcesi.

## Cronologia episcopal
- John Baptist Nosardy Zino † (25 de gener de 1816 - 1839 renuncià)
- Henry Hughes, O.F.M. † (15 de març de 1839 - 1856 renuncià)
- John Baptist Scandella † (28 d'abril de 1857 - 27 d'agost de 1880 mort)
- Gonzalo Canilla † (8 de març de 1881 - 18 d'octubre de 1898 mort)
- James Bellord † (5 de febrer de 1899 - 29 de juliol de 1901 renuncià)
- Remigio Guido Barbieri, O.S.B. † (29 de juliol de 1901 - 15 d'abril de 1910 mort)
- Henry Gregory Thompson, O.S.B. † (10 de novembre de 1910 - 25 de maig de 1927 renuncià[7])
- Richard Joseph Fitzgerald † (25 de maig de 1927 - 15 de febrer de 1956 mort)
- John Farmer Healy † (18 de juliol de 1956 - 17 de febrer de 1973 mort)
- Edward Rapallo † (5 de juliol de 1973 - 6 de febrer de 1984 mort)
- Bernard Patrick Devlin † (20 d'octubre de 1984 - 14 de febrer de 1998 jubilat)
- Charles Caruana † (14 de febrer de 1998 - 18 de març de 2010 jubilat)
- Ralph Heskett, C.SS.R. (18 de març de 2010 - 20 de maig de 2014 nomenat bisbe de Hallam)[8]
  - Sede vacante (2014-2016)
- Carmelo Zammit, des del 24 de juny de 2016

## Estadístiques
A finals del 2019, la diòcesi tenia 25.000 batejats sobre una població de 33.000 persones, equivalent al 75,8% del total.
| any  | població | població | població | sacerdots | sacerdots       | sacerdots       | sacerdots             | diàques | religiosos | religiosos | parroquies |
| ---- | -------- | -------- | -------- | --------- | --------------- | --------------- | --------------------- | ------- | ---------- | ---------- | ---------- |
| any  | batejats | total    | %        | total     | clergat secular | clergat regular | batejats por sacerdot | diàques | homes      | dones      |            |
| 1950 | 21.250   | 24.410   | 87,1     | 10        | 10              |                 | 2.125                 |         | 10         | 19         | 2          |
| 1969 | 18.500   | 27.017   | 68,5     | 13        | 12              | 1               | 1.423                 |         | 14         | 26         | 3          |
| 1980 | 21.713   | 30.270   | 71,7     | 11        | 11              |                 | 1.973                 |         |            | 23         | 5          |
| 1990 | 22.000   | 30.000   | 73,3     | 9         | 8               | 1               | 2.444                 |         | 1          | 16         | 5          |
| 1999 | 23.000   | 26.500   | 86,8     | 12        | 12              |                 | 1.916                 |         |            | 4          | 5          |
| 2000 | 23.000   | 26.500   | 86,8     | 17        | 16              | 1               | 1.352                 |         | 1          | 5          | 5          |
| 2001 | 23.000   | 26.500   | 86,8     | 15        | 14              | 1               | 1.533                 |         | 1          | 5          | 5          |
| 2002 | 23.000   | 26.500   | 86,8     | 17        | 16              | 1               | 1.352                 |         | 1          | 5          | 5          |
| 2003 | 23.000   | 26.500   | 86,8     | 16        | 15              | 1               | 1.437                 |         | 1          | 5          | 5          |
| 2004 | 21.470   | 28.520   | 75,3     | 10        | 9               | 1               | 2.147                 |         | 4          | 9          | 6          |
| 2006 | 21.470   | 27.497   | 78,1     | 15        | 14              | 1               | 1.431                 |         | 5          | 10         | 5          |
| 2013 | 23.495   | 29.431   | 79,8     | 7         | 5               | 2               | 3.356                 |         | 2          | 1          | 5          |
| 2016 | 24.229   | 30.351   | 79,8     | 8         | 7               | 1               | 3.028                 |         | 1          | 1          | 5          |
| 2019 | 25.000   | 33.000   | 75,8     | 10        | 10              |                 | 2.500                 |         |            | 1          | 5          |